# Câmpia Siberiei de Nord

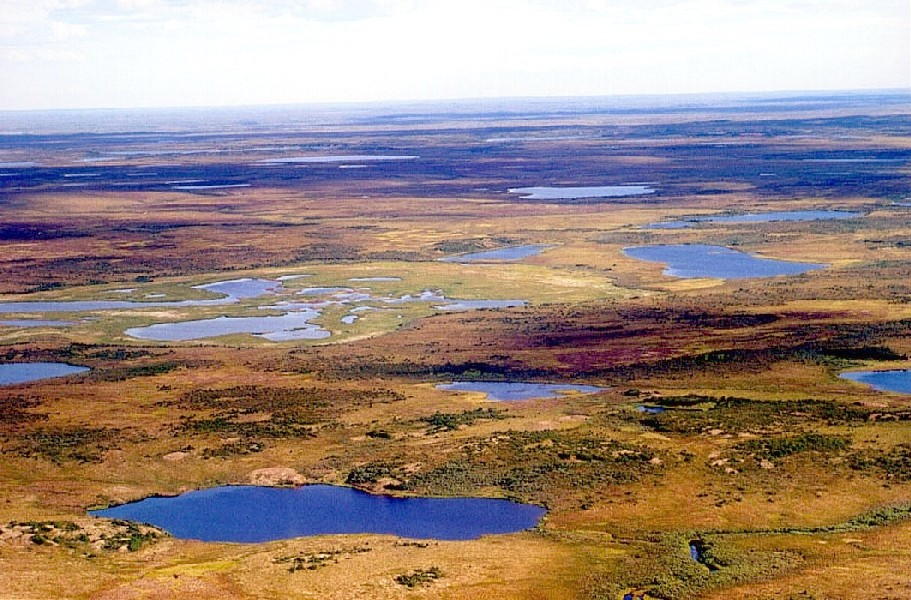
Câmpia Siberiei de Nord

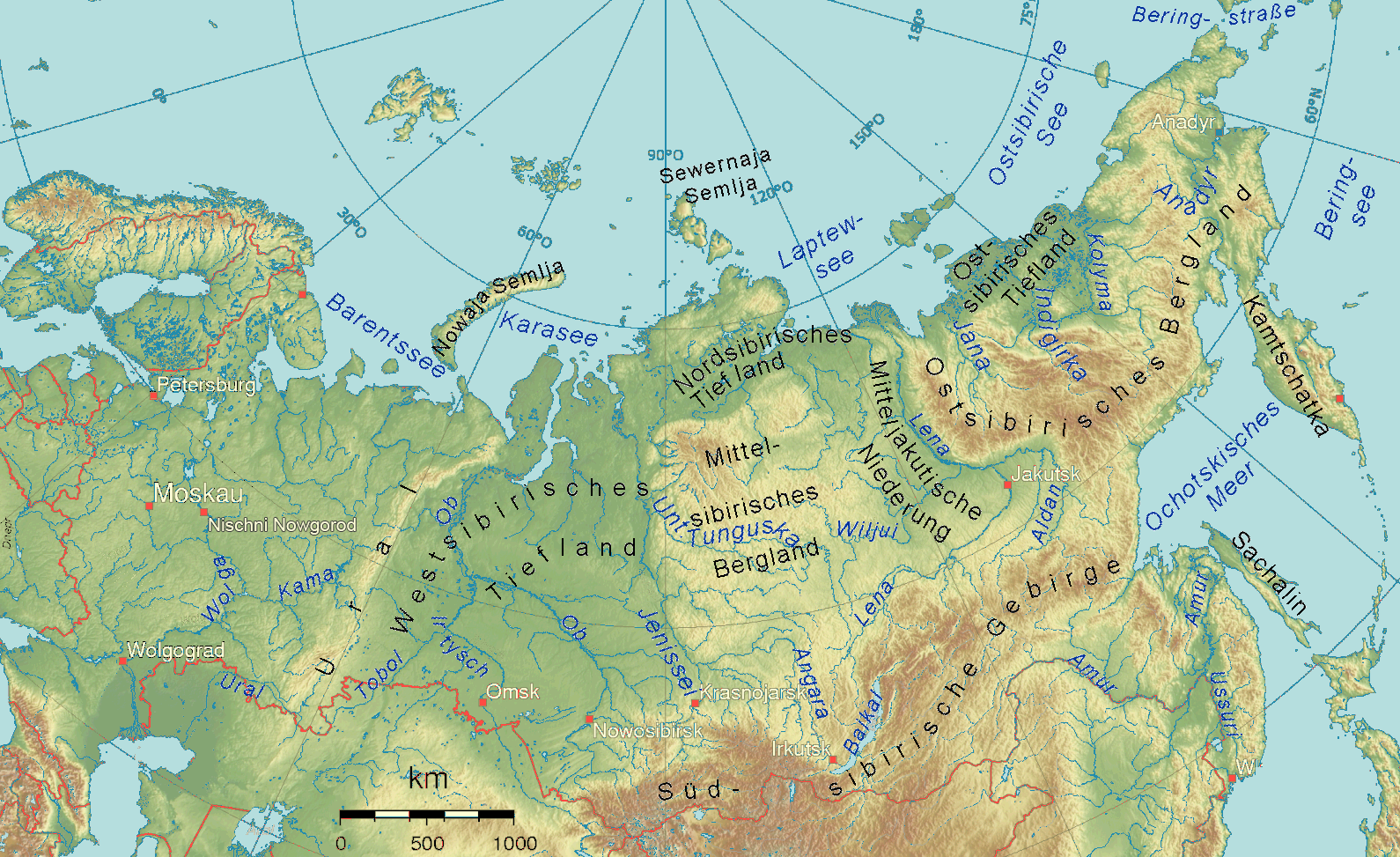
Regiunile mari ale Siberiei

Câmpia Siberiei de Nord este situată la nord de cercul polar și se întinde de-a lungul țărmului Oceanului Arctic între gurile de vărsare a fluviilor Enisei și Lena, spre interiorul continentului este limitat de Platoul Anabar și Platoul Siberian Central. 

## Date geografice
Câmpia Siberiei de Nord cuprinde regiuni situate între Oceanul Arctic la nord și  Platoul Siberian Central la sud, Câmpia Siberiei de Vest la vest. Regiuni cuprinse între cursurile fluviilor Lena la est și Enisei la vest. Regiunea centrală fiind Depresiunea Taimyr, la nord de acesta fiind peninsula Taimyr și la sud munții Bikarka. Ținutul nu poate fi delimitat clar mai ales spre vest, unde regiunea se continuă aproape neobservat cu Câmpia Siberiei de Vest, singurul indiciu fiind cursul lui Ob la nord de munții Ural. Limita de est, va fi delimitată clar de delta lui Lena, ca și de lanțul de nord al munților Verkhoyansk. În zona centrală a Câmpiei Siberiei de Nord, altitudinea nu depășește 754 m. 
Câmpia Siberiei de Nord este o regiune de smârc cu vegetație de tundră, în nord fiind solul înghețat permanent, ceea ce face ca solul să aibă o umiditate scăzută permițând numai dezvoltarea mușchilor și lichenilor.

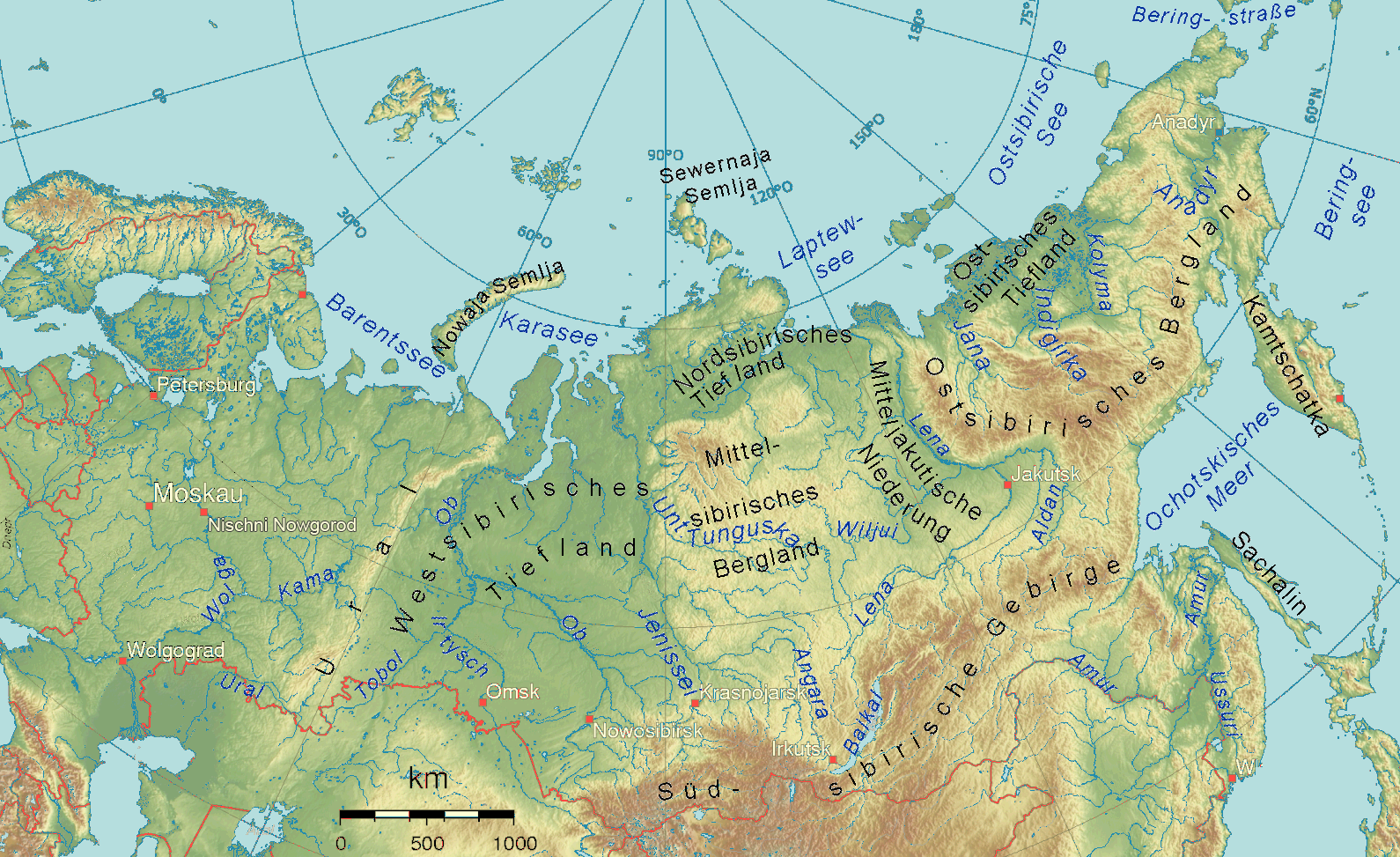
1-Câmpia Siberiei de Est, 2-Munții Siberiei de Est, 3-Depresiunea Centrală Iacută, 4-Platoul Siberian Central, 5-Câmpia Siberiei de Nord, 6-Câmpia Siberiei de Vest, 7-Munții Siberiei de Sud

## Ape
- Enisei
- Lena

Ape curgătoare mai mici: Pjassina, Cheta, Kotui, Hatanga, Anabar, Olenjek.

## Localități
Salechard, Dudinka, Norilsk, Chatanga
Coordonate: 72° 0′ 0″ N, 101° 0′ 0″ E